# فيليب جونز (لاعب كريكت)
فيليب جونز (21 يوليو 1956 في المملكة المتحدة - )  (بالإنجليزية: Philip Johns)‏ هو لاعب كريكت بريطاني. لعب مع Cornwall County Cricket Club ‏.